# Achad Arifin
Achad Arifin (ur. w 1936) – indonezyjski piłkarz, członek kadry narodowej w latach 50. XX wieku. Reprezentant Indonezji na Letnich Igrzyskach Olimpijskich 1956.

## Kariera sportowa
Arifin wystąpił w co najmniej kilku oficjalnych meczach międzynarodowych. Grał też w spotkaniach nieoficjalnych. Jednym z takich spotkań było starcie pomiędzy Indonezją a drugą reprezentacją Jugosławii (15 stycznia 1956). Indonezja przegrała ten mecz 2–7. 23 grudnia tegoż roku, grał też w meczu z seniorską reprezentacją Jugosławii, który indonezyjscy piłkarze przegrali 1–5.
Największym sukcesem sportowym Arifina był jednak awans z reprezentacją na Letnie Igrzyska Olimpijskie 1956. Był wówczas zawodnikiem klubu PSP Padang.
W Melbourne grano od razu w systemie pucharowym. Jego reprezentacja rozegrała dwa mecze w ćwierćfinale. Indonezyjczycy nie rywalizowali w 1/8 finału, gdyż mieli wolny los. Na Olympic Park Stadium, Indonezyjczycy podejmowali zdecydowanie bardziej faworyzowaną reprezentację ZSRR. W pierwszym meczu (w którym Arifin był tylko rezerwowym), Indonezyjczycy sensacyjnie bezbramkowo zremisowali z radzieckimi piłkarzami. Potrzebny był dodatkowy mecz do wyłonienia półfinalisty turnieju (nie rozgrywano wówczas dogrywek ani konkursu rzutów karnych). W tymże meczu, w którym wystąpił Arifin, Indonezyjczycy przegrali 0-4. Zakończyli oni swój udział na miejscach 5-8.